# Mike McCready
Pour les articles homonymes, voir McCready.
 (novembre 2018).
Si vous disposez d'ouvrages ou d'articles de référence ou si vous connaissez des sites web de qualité traitant du thème abordé ici, merci de compléter l'article en donnant les références utiles à sa vérifiabilité et en les liant à la section « Notes et références ».
Mike McCready (né le 5 avril 1966 à Pensacola, Floride) est le guitariste soliste de Pearl Jam depuis la création du groupe. Chronologiquement, il a été membre des groupes suivants : Warrior/Shadow (1978-1988), Temple of the Dog (1990-1992), Pearl Jam (1990-Aujourd'hui), Mad Season (1995). Ses influences sont marquées par Jimi Hendrix, Led Zeppelin et Stevie Ray Vaughan.

## Collaborations/projets parallèles
Parallèlement à Pearl Jam, Mike McCready a collaboré avec d'autres groupes :
- Mad Season (1995) : groupe formé avec le chanteur Layne Staley d'Alice in Chains, le batteur des Screaming Trees Barrett Martin et le bassiste John B. Saunders (avec la participation de Mark Lanegan, chanteur des Screaming Trees).Le groupe sortira un album : Above.
- The Rockfords (1999- aujourd'hui) : c'est sur le premier album de ce groupe que Mike McCready signe des paroles sur deux titres (Flashes, Distress).
- Stillwater (2000) : Groupe virtuel fondé pour le film "Presque Célèbre" (Almost Famous) de Cameron Crowe